# Давор Штамбук
Давор Штамбук (Сплит, 29. децембар 1934 − Загреб, 7. март 2018) био је хрватски карикатуриста који је светску славу стекао цртајући провокативне карикатуре, без речи, у којима се на шаљив начин бавио темом секса и мушко-женским односима. За своје карикатуре више пута је награђиван и одликован. Једно од најзначајних је Орден реда витешког крста за уметност и литературу француског Министарства културе.

## Живот и каријера
Рођен је у Сплиту 29. децембар 1934. године где је завршио основно школовање. Таленат за сликање наследио је од мајке која се аматерски бавила сликарством, што га је определило да још као средњошколац почне да цртата карикатуре школских другова из разреда. На предлог професора историје (који је видео његова дела), да слика карикатуре за новине, све се према речима Штамбука овако одвијало:
| „ | Сећам се да ми је Перо Златар, који је ишао са мном у гимназију, узео цртеже и послао их у лист Спортска панорама те су били објављене већ у следећем броју. То ме коштало студија јер никад нисам дипломирао. Дошао сам у Загреб и почео навелико цртати. Право сам студирао једну годину заједно с председником Стјепаном Месићем, с којим ме је упознао мој школски колега из Сплита Вања Лопушински, и отада смо се увек дружили. Но тада сам почео навелико цртати за Народни спорт, а Роман Гарбер, уредник фудбалске рубрике, почео ми је давати новинарске задатке. | ” |

И поред тога што се родио и живео уз старо игралиште Хајдука Штамбук се није бавио фудбалом већ стоним тенисом, у коме је 1952. био првак Далмације. Његово стално присуствовао на утакмицама Хајдука, омогућило му је да доста сазна о фудбалу. И тако је почео о фудбалу да пише прве репортаже и две године радио као дописник Народног спорта из Сплита. Како је упоредно црта карикатуре, које није желео да их надгледа неко из његове куће одлучио је да оде у Загреб. Међутим, како је добро обављао посао, из редакције Народног спорта нису га хтели вратити у Загреб па је дао отказ, и прешао у магазина Арена који је у том периоду из филмског часописа прелазио у први таблоид у бившој Југославији. У редакцију „Арене” је примљен захваљујући Борису Јанковићу Аргусу, једном од уредника Арене и уредника у Народном спорту, и у њој почео да ради од првог броја.
Године 1963. отишао је у Француску, „због љубави”, и постао како сам каже...први сексуални емигрант с простора бивше Југославије. Како је Францускиња за којом је отишао у Париз имала уметничку галерију на Монтмартреу, почео је радити као продавац, иако није знао ни једну француску реч. Како се у Француској јако ценила карикатура 1968. године почео је да црта карикатуре, прво у париском недељнику Франс Диманш, у коме је добио награду Гранд При Белу редакције недељаника и синдиката париске штампе. Након годину дана прешао је у Иси Пари у коме је објављивао карикатуре до пензионисања 1999. године. Наиме кад је у Паризу срео своју другу супругу, Хрватицу, одлучио је да живи између Загреба и Париза. Тада му је директор листа Иси Пари понудио ексклузиву, уговор да радим само за њих и никог другог, што је он прихватио ради финансијске сигурности.
Осамдесетих година 20. века једно време је паралелно радио у Паризу и Загребу, где био аутор и водитељ забавних емисија на Телевизији Загреб.
Објавио је пет књига карикатура, излагао у многим земљама, а приватно је живео живот из својих карикатура - препун жена и вина, што му како сам каже, никада није досадило и без чега не може да живи.
Карикатуре су му објављивале многе новине и часописи, а награђиване су у Француској, Пољској, Холандији, Италији, Словенији, Индонезији, Израелу, Белгији, Србији и Црној Гори.
У Хрватској читаоци су могли његове радове видети на страницама некадашњег „Старта” и недељника „Недјељна Далмација”, „Слободне Далмације”, магазине „Арена” и загребачкој дневној штампи.

Данас Штамбук не црта нове карикатуре, већ старе и драге цртеже претварам у боју, јер како сам каже; 
| „ | Дуго нисам имао времена за боју, а сад сам почео радити у боји и то ми се јако свидело. Добре цртеже покушавам претопити у боју, не знам успијевам ли у томе, али свакако цртежима дајем пуноћу, што пре нису имали. | ” |

## Ликовно стваралаштво
Вечни мотив су му односи мушкарца и жене, од сексуалног до оних прозаичних типа женског приговарања, кувања, мушког претеривања у пићу и утицају Бога и ђавола на људе (симболички често неки сатир јури по шуми жену, или младу и лепу, или не превише лијепу ни младу, док га други сатир покушава стићи и дати му наочаре).

## Награде
- 2000 „Оскарик” за најуспешнијег члана на међународним фестивалима карикатура у 2000. години (Хрватског друштва карикатуриста).
- 2003. Орден витешког крста за уметност и литературу, француског Министарства културе.
- 2007. Орден реда Данице Хрватске са ликом Марка Марулића, председник Републике Хрватске.